# Eltmann
Eltmann là một đô thị ở Haßberge bang Bavaria thuộc nước Đức.